# Felix Mkhori
Felix Eugenio Mkhori, né le 24 août 1931 à Ntenje  et mort le 27 octobre  2012 à Blantyre, est un prélat malawite.
Mkhori est ordonné prêtre en 1961 et nommé évêque auxiliaire de Chikwawa et évêque titulaire de Sicca Veneria (de) en 1977. En 1978 il devient évêque de Chikwawa.  En 2001 il est transféré à Lilongwe. De 1994 à 2000 il est président de la conférence  des évêques du Malawi. Mkori prend sa retraite en 2007.

## Sources
- Catholic hierarchy